# Oucmanice
Oucmanice település Csehországban, az Ústí nad Orlicí-i járásban. Oucmanice Jehnědí, Sudislav nad Orlicí, Zářecká Lhota, Svatý Jiří és Brandýs nad Orlicí településekkel határos. Lakosainak száma 254 fő (2024. január 1.).

## Népesség
A település lakosságának változását az alábbi diagram mutatja:
| Lakosok száma | 266  | 250  | 290  | 222  | 215  | 219  | 232  | 246  | 251  | 254  |
|               | 1869 | 1890 | 1921 | 1950 | 1980 | 2001 | 2017 | 2019 | 2022 | 2024 |